# 惡貓南毛介
惡貓南毛介（学名：Austrolimoosella êmaoi）为粗面介科南毛介屬下的一个种。